# Que (torre)

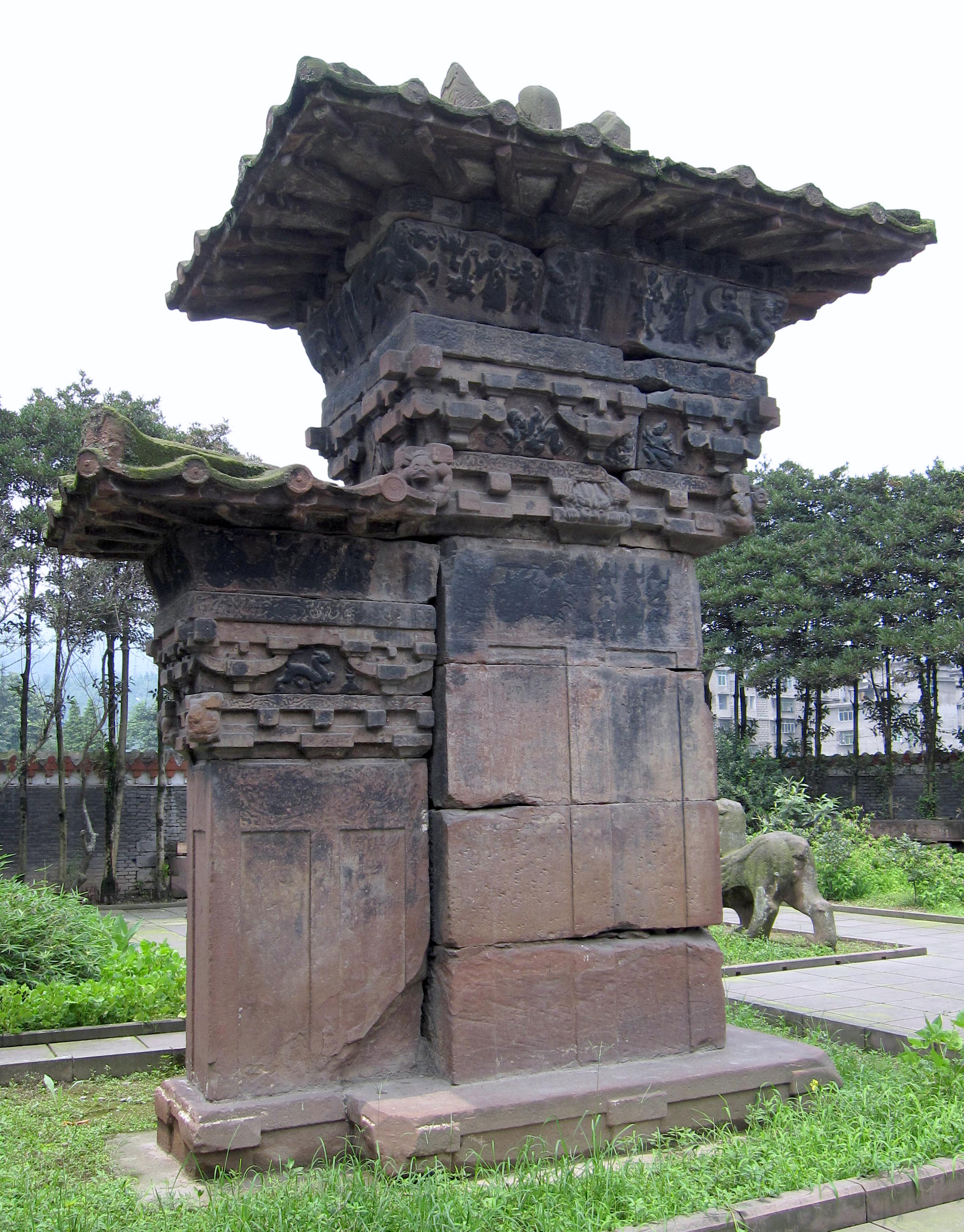
Un que intagliato in pietra di 6 m d'altezza situato presso la tomba di Gao Yi a Ya'an, provincia del Sichuan - dinastia Han orientale. Si notano le decorazioni in pietra scolpita del tetto a gronda in piastrelle nonostante il fatto che i que degli Han mancavano di parti in legno o ceramica.

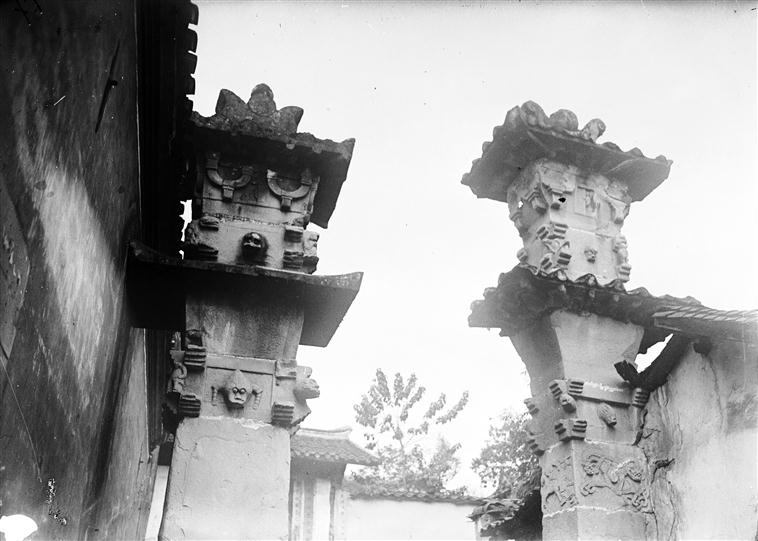
Pilastro que in pietra intagliata della Porta di Dingfang, nella contea di Zhong, Chongqing, prelevati dal tempio dedicato al generale Ba Manzi del Periodo degli Stati Combattenti.

Il Que (cinese: 闕T, 阙S) è una tipologia d'ingresso turrito cerimoniale e strutturalmente indipendente tipico dell'architettura cinese. Sviluppate per la prima volta durante la dinastia Zhou (1046-256 a.C.), le torri que furono utilizzate per erigere porte cerimoniali per tombe, palazzi e templi in tutta la Cina pre-moderna fino alla dinastia Qing (1644-1912). L'uso dei cancelli que raggiunse il suo apice durante la dinastia Han (202 a.C. - 220 d.C.) e oggi possono essere spesso visti come un componente decorativo nel complesso architettonico della c.d. "via spirituale" (shendao) che immette nelle tombe di alti funzionari Han. Ci sono anche alcuni que trovati davanti ai templi. Riccamente decorati, sono tra le reliquie sopravvissute più preziose della scultura e dell'architettura di quel periodo.

## Quenella dinastia Han
Si pensa che i que altro non siano che l'evoluzione in pietra di strutture in legno e/o terra battuta posizionate in coppie di fronte agli ingressi di palazzi, templi ed edifici governativi già al tempo della Dinastia Qin. Tali torri autoportanti, in pratica dei marcatori del confine simbolico dei locali di un palazzo o di un tempio, si erano concettualmente sviluppate quale replica delle strutture turrite che fortificavano l'ingresso di un edificio o della cinta muraria cittadina. Nessuno di questi que è sopravvissuto ma immagini di edifici con tali torri di fronte a loro sono visibili su rilievi in mattoni esistenti nelle tombe della dinastia Han, come quello a Shandong (contea di Yinan).
Anche nelle "vie spirituali" che portavano ai sepolcri, i que erano disposti a coppie, uno su ciascun lato della strada. Durante il periodo della loro popolarità, i que erano di solito il componente più grande e più costoso della via spirituale: un que poteva costare 4 volte di più di un leone guardiano o 10 volte di più di una stele commemorativa.
Il significato simbolico di una tomba que potrebbe essere stato basato su quello della que di fronte a un palazzo e un edificio. Qui, simboleggerebbe il passaggio dell'anima nel mondo degli spiriti, facilitato dalla struttura verticale del que che simboleggia il legame con il cielo.
L'uso del que nelle "vie spirituali" declina dopo la caduta della Han orientale. Qualche que del III e IV secolo è stato rinvenuto nel Sichuan ma, come nota Ann Paludan, solo nelle parti più remote e presumibilmente culturalmente conservatrici della provincia. Generalmente, dopo l'era Han orientale, il ruolo dei que nelle "vie spirituali" passa ai pilastri huabiao.
Circa 30 que sono sopravvissuti fino ai giorni nostri: molti di loro sono nel Sichuan, alcuni nel Henan e Shandong. Sempre secondo Paludan, questa distribuzione può essere spiegata per due motivi: (i) i que in pietra, più resistenti alle intemperie, sono stati prodotti nel Sichuan data la presenza della materia prima (scarsa altrove) e di manodopera specializzata; e (ii) il Sichuan è una regione remota, difficilmente raggiungibile da architetti e/o manovali in cerca di strutture da smantellare/riconfigurare. La seconda osservazione vale tanto più se consideriamo che nei dintorni delle capitali imperiali, ove si trovavano i mausolei Han ed i loro que, sono stati interessanti da pesanti flussi e reflussi storici negli oltre 2000 anni e nessun que vi è sopravvissuto.
Molti dei que del Sichuan furono resi noti al pubblico da Victor Segalen che li descrisse durante la sua spedizione del 1914.

## Quedopo la dinastia Han
L'uso dei que nell'architettura (sia tombale sia civile) è diminuito dopo la dinastia Han ma non è scomparso. Ad esempio, le tombe imperiali della dinastia Tang di solito presentavano que e ancora oggi se ne possono vedere i resti. Il Mausoleo di Qianling, l'esempio meglio conservato, presenta tre serie di torri disposte in sequenza lungo la "via degli spiriti". Rimasero anche in uso davanti a templi e ponti. Nelle porte dei palazzi imperiali, rimasero in uso fino alla fine dell'era imperiale. Alla fine, furono integrati nel corpo fortificato dell'ingresso formando una singola struttura a forma di "U": l'ingresso veniva collegato tramite due "ali" alle torri que.
Gli ultimi due esempi di porte integrate ai que sono le c.d. "Porte Meridiane" dei palazzi imperiali di Nanchino e Pechino costruiti dalla dinastia Ming. I Que del palazzo di Nanchino sono stati demoliti nel 1924 per far posto alla costruzione si un campo d'aviazione. Il cancello di Pechino sopravvive intatto: nonostante sia una singola struttura, il que è ben identificabile dalla porta vera e propria grazie ai padiglioni (uno per lato) che demarcano i que al termine delle ali che protrudono dalle mura. Al di fuori della Cina, anche la Porta Meridiana della Città imperiale di Huế (Vietnam), ha un design simile.

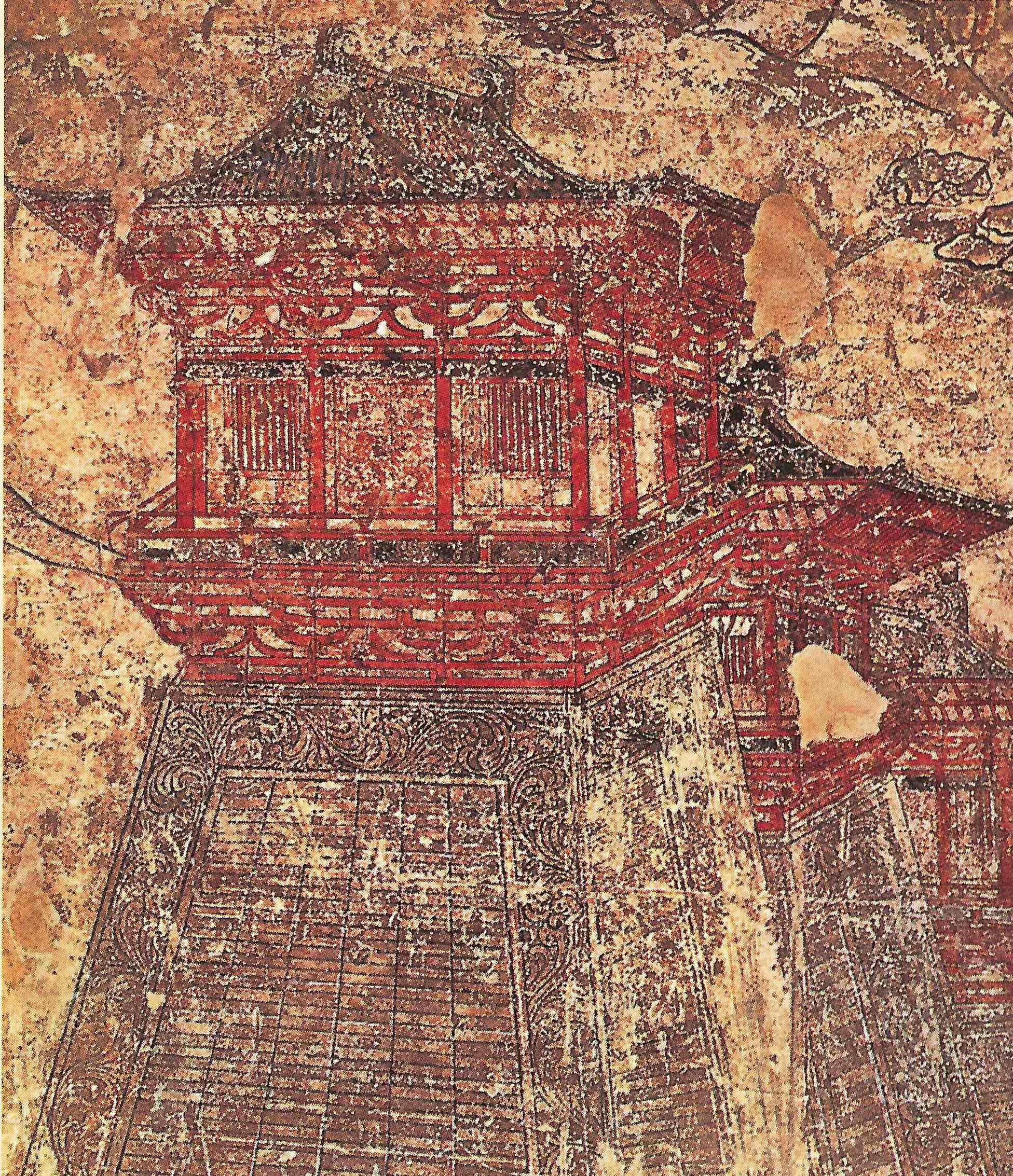
Un murale nella tomba del principe Yide (VIII secolo), raffigurante una torre que lungo le mura di Chang'an.
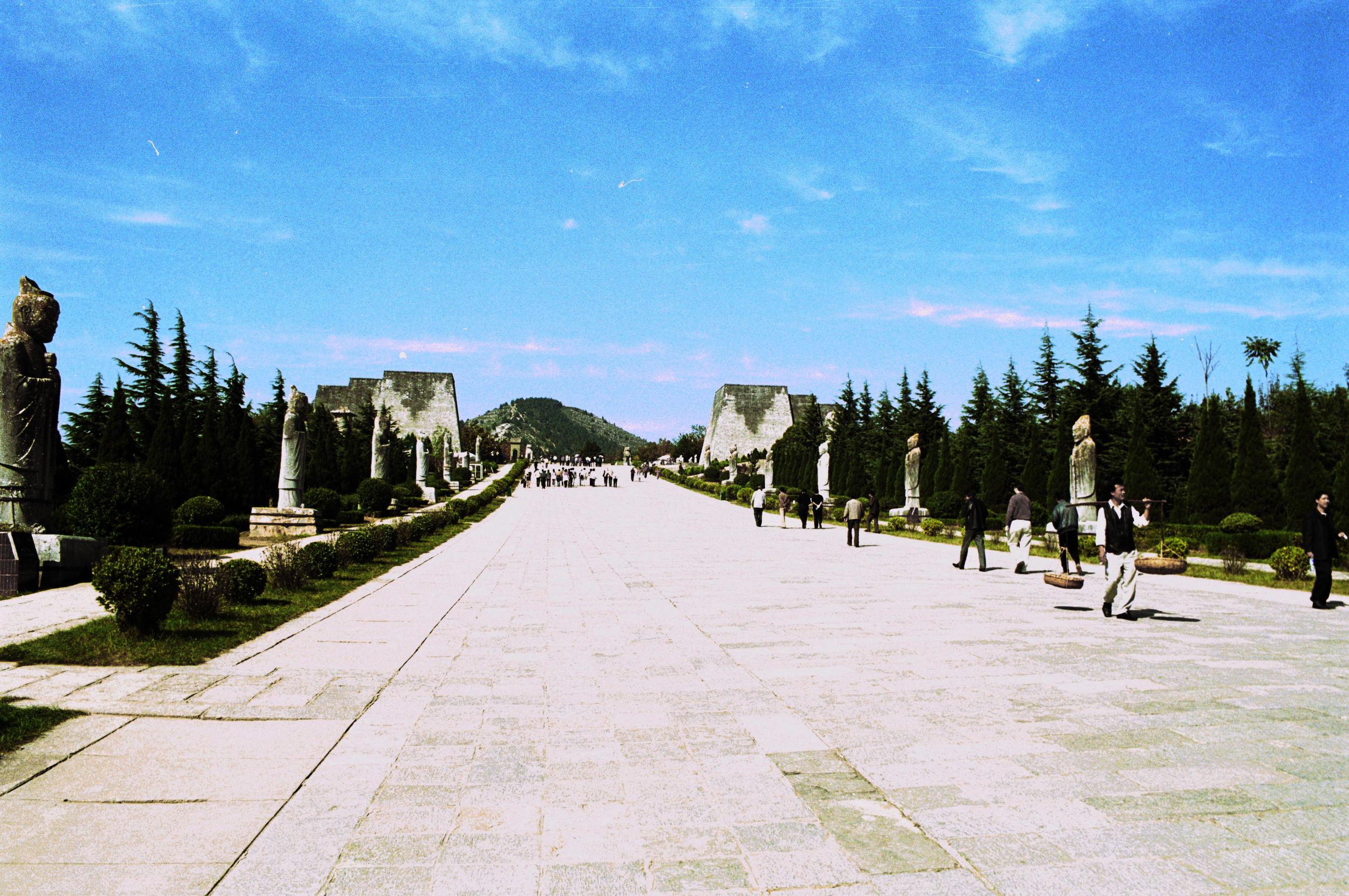
Una vista sulla via spirituale del Mausoleo Qianling della dinastia Tang. Resti della terza serie di que sono visibili nella metà distanza. Le piattaforme di pietra sarebbero state originariamente sormontate da strutture a padiglione.
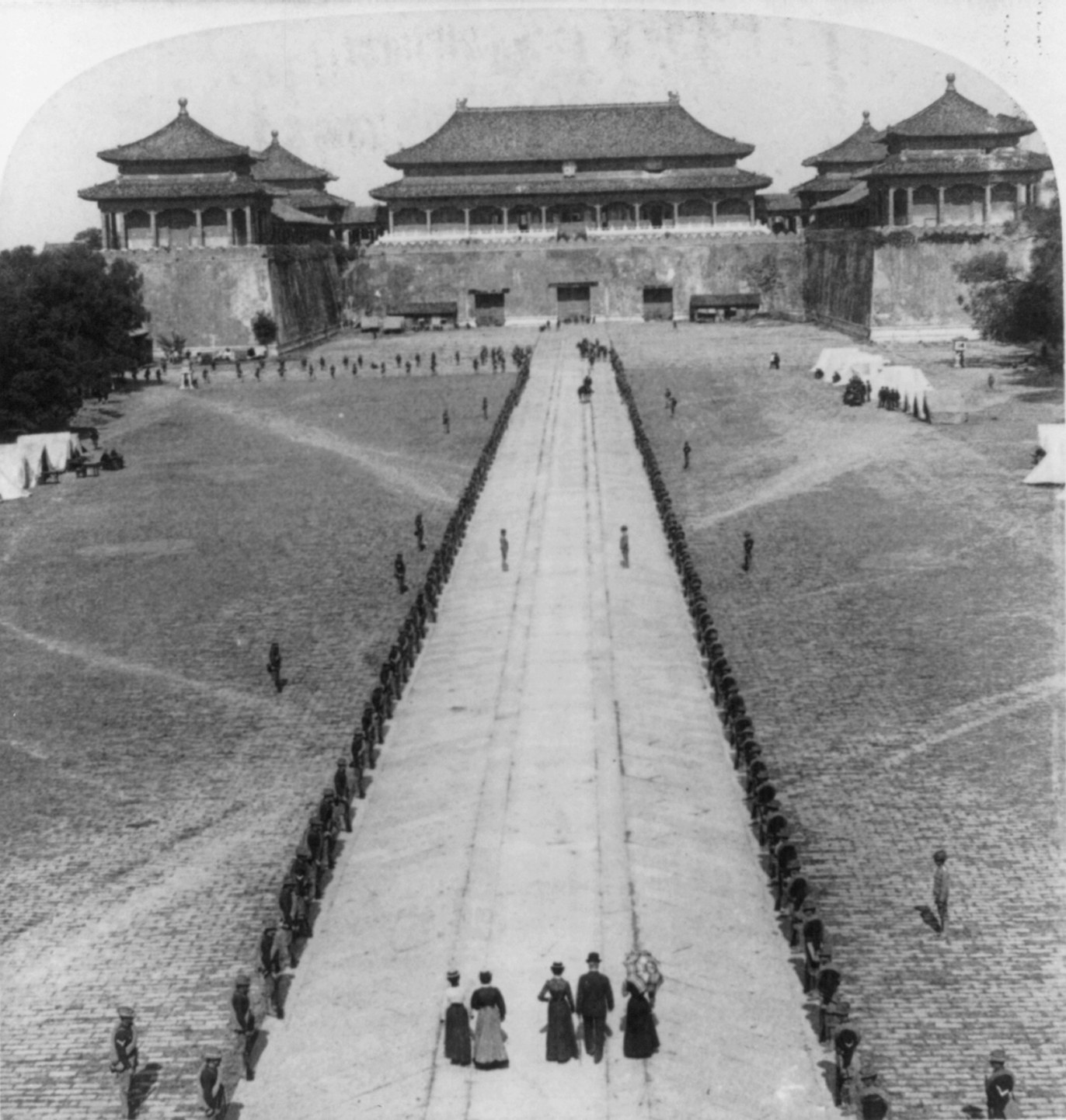
Una fotografia storica della Porta Meridiana della Città Proibita di Pechino, l'unico cancello-que della Cina Imperiale sopravvissuto, che mostra le due ali sporgenti a collegare i que con l'ingresso vero e proprio al centro.
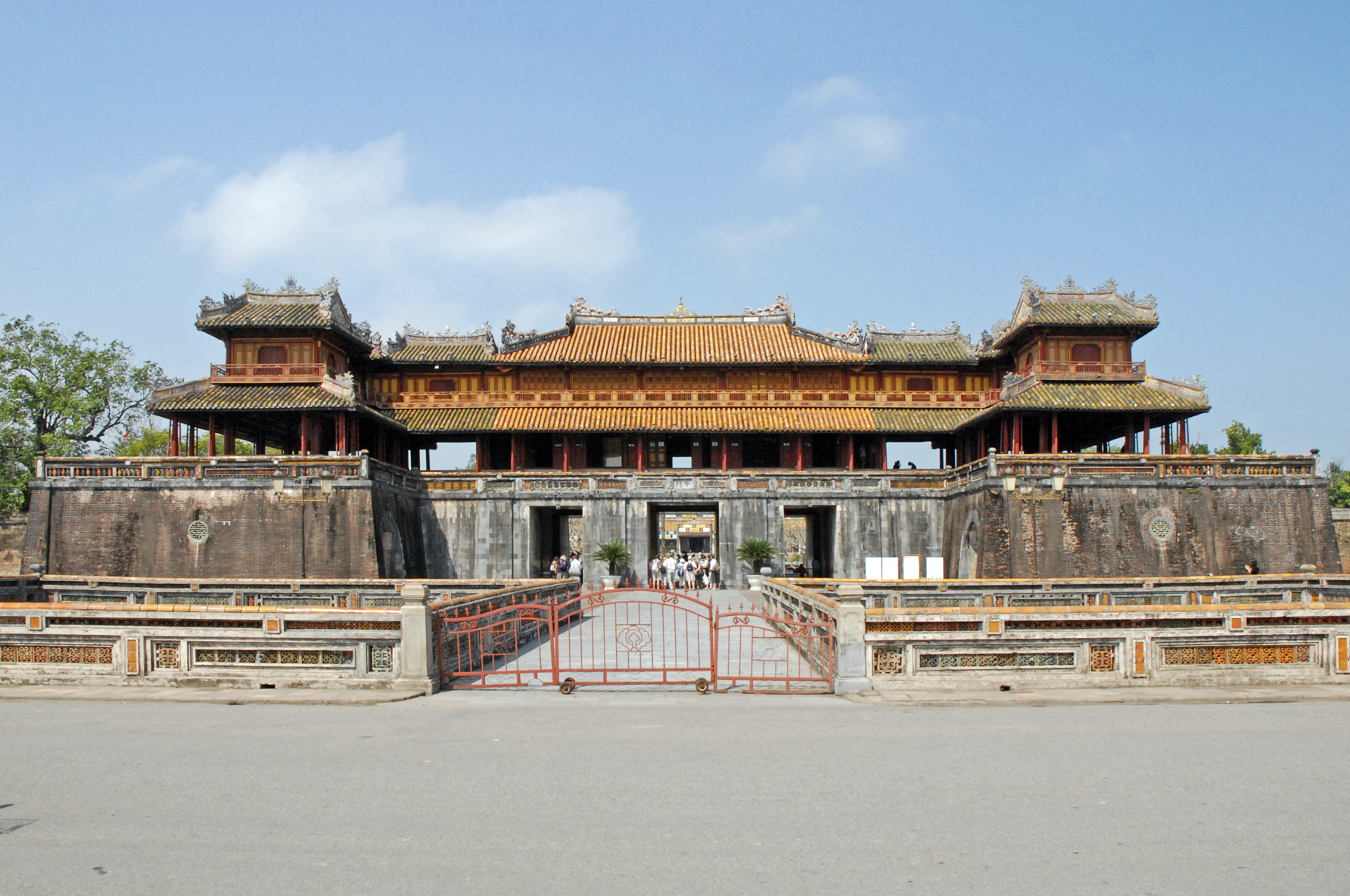
La Porta Meridiana della Città imperiale di Huế (Vietnam).

## Esempi
- Tomba di Fan Min nella contea di Lushan, Sichuan - è anche il luogo dove si trova la più antica stele di tartaruga conosciuta[5].
- Mausoleo della famiglia Shen, Contea di Qu, Sichuan.
- Tomba di Gao Yi, Ya'an, Sichuan.
- Torre Liye, contea di Zitong, Sichuan.